# Peter Allam
Peter Frank Allam (Christchurch, 25 de julho de 1959) é um velejador britânico, medalhista olímpico. Ele competiu nos Jogos Olímpicos de Verão de 1984 na classe Flying Dutchman e conquistou a medalha de bronze, ao lado de Jonathan Richards.
Allam é CEO da Weymouth and Portland National Sailing Academy, local dos eventos de vela dos Jogos Olímpicos de Londres 2012.